# Thomas Dun
Thomas Dun († nach 2. Juli 1317) war ein schottischer Pirat.
Thomas Dun stammte aus Schottland. Als Seefahrer stieg er vor 1313 zum Kapitän auf. Während des Ersten Schottischen Unabhängigkeitskriegs unterstützte er zwischen dem 18. Mai und dem 12. Juni 1313 zusammen mit Schiffen von Angus Og MacDonald of Islay die Landung der Streitmacht des schottischen Königs Robert Bruce auf der Isle of Man. Als 1315 Edward Bruce, ein Bruder des schottischen Königs, mit einem Heer in Irland landete, wurde er ebenfalls von dem Freibeuter Dun unterstützt. Irland stand zu dieser Zeit zum Großteil unter englischer Herrschaft, und Edward Bruce hoffte, mit Unterstützung der irischen Bevölkerung die Engländer dort schlagen zu können. Vor seiner Überfahrt von Schottland aus schloss Bruce offenbar mit Thomas Dun ein Abkommen, in dem dieser zusicherte, die Überfahrt des schottischen Heeres mit vier bewaffneten Schiffen zu decken. Dazu wollte er die Seeverbindung zwischen Irland und Schottland sicherstellen. Als Bruce mit seinem Heer in Irland gelandet war, patrouillierte Dun mit seinen Schiffen in der Irischen See. Er erschien vor Dublin und am 12. September vor Holyhead in Nordwales, wo er ein englisches Schiff kaperte. Aus Furcht vor Dun verzögerte sich die Überfahrt des englischen Beamten John Hotham, der mit Anweisungen des Königs von Chester aus nach Irland segeln wollte. Er musste erst mit Soldaten besetzte Geleitschiffe organisieren und erreichte deshalb erst am 5. November Irland. Damit verpasste er das Parlament, zu dem sich die irischen Barone in Dublin versammelt hatten. Spätestens ab Sommer 1316 blockierte Dun mit seinen Schiffen das nordirische Carrickfergus Castle, das von der Landseite bereits seit längerem von schottischen Truppen belagert wurde. Dun diente offenbar als Unterhändler bei Verhandlungen mit der englischen Besatzung, sie sich schließlich im September 1316 ergab. Im Mai 1317 befahl die englische Regierung, dass in Devon und Cornwall zwei Galeeren für die Jagd auf Dun ausgerüstet werden sollen, da dieser alle englischen Handelsschiffe in der Irischen See aufbrachte und für seine Grausamkeit berüchtigt war. Am 28. Juni 1317 wurde der irische Adlige John de Athy zum Admiral einer englischen Flotte ernannt. Am 2. Juli 1317 schlug eine englische Flotte unter dem Kommando von Athy in einer Seeschlacht die Schiffe von Thomas Dun. Dun geriet mit 40 seiner Männer in Gefangenschaft. Bevor Dun hingerichtet wurde, verriet er die Pläne des Earl of Moray für einen Angriff auf die Isle of Man. Athy sandte den abgeschlagenen Kopf zum irischen Justiciar Roger Mortimer nach Dublin.